# Super Junior
Super Junior er et meget populært sydkoreansk pop-boyband, som blev dannet i 2005 af Lee Soo-man under S.M. Entertainment.
Gruppen består af medlemmerne Leeteuk (leder), Heechul, Yesung, Kangin, Shindong, Sungmin, Eunhyuk, Donghae, Siwon, Ryeowook, Kibum og Kyuhyun. Hangeng var en del af gruppen indtil d. 21 december 2009, hvor han anlagde en retssag imod SM Entertainment. Fra d. 27 september 2011 var han officielt ikke længere medlem af bandet Super Junior. Lige nu  aftjener Kyuhyun værnepligt. Derudover er Kibum ikke længere aktiv, idet han ville koncentrere sig om sin karriere som skuespiller, og den 18 august 2015 informerede Kibum igennem hans Instagram profil, at han har forladt S.M Entertainment og Super Junior.

## Medlemmer
| Stjernenavn | Fødselsdag                 |
| ----------- | -------------------------- |
| Leeteuk     | 1. juli 1983 (42 år)       |
| Heechul     | 10. juli 1983 (42 år)      |
| Hangeng     | 9. februar 1984 (41 år)    |
| Yesung      | 24. august 1984 (40 år)    |
| Kangin      | 17. januar 1985 (40 år)    |
| Shingdong   | 28. september 1985 (39 år) |
| Sungmin     | 1. januar 1986 (39 år)     |
| Eunhyuk     | 4. april 1986 (39 år)      |
| Siwon       | 7. april 1986 (39 år)      |
| Donghae     | 15. oktober 1986 (38 år)   |
| Ryeowook    | 21. juni 1987 (38 år)      |
| Kibum       | 21. august 1987 (37 år)    |
| Kyuhyun     | 3. februar 1988 (37 år)    |

## Diskografi
- Twins (2005)
- Don't Don (2007)
- Sorry, Sorry (2009)
- Bonamana (2010)
- Mr. Simple (2011)
- Sexy, Free & Single (2012)
- Mamacita (2014)
- Play (2017)

| Musikgruppe | Spire Denne artikel om en musikgruppe er en spire som bør udbygges. Du er velkommen til at hjælpe Wikipedia ved at udvide den. |